# باي لونز (مشروع)
باي لونز (بالإنجليزية: Pylons)‏ هي منظمة مفتوحة المصدر تطور العديد من تكنولوجيا تطبيقات ويب مكتوبة ببايثون. في البداية كان المشروع إطار عمل وحيد يسمى «باي لونز»، ولكن بعد دمج إطار العمل "repoze.bfg" بإطار العمل بيراميد، صار مشروع باي لونز يشمل العديد من التكنولوجيا المتعلقة بتطبيقات الويب.

## وصلات خارجية
- الموقع الرسمي